# صاف و صادق
صاف و صادق (انگلیسی: The Straight and Narrow) یک فیلم کمدی صامت کوتاه به کارگردانی چارلی چیس است که در سال ۱۹۱۸ منتشر شد. از بازیگران این فیلم می‌توان به اولیور هاردی، بیلی وست، اتل برتون، لئو وایت، رزمری ثبی و میرتل لیند اشاره کرد.